# La Paz, Baja California Sur
La Paz este capitala statului Baja California Sur.
1. ↑   https://micodigopostal.org/baja-california-sur/la-paz Lipsește sau este vid: |title= (ajutor)